# Condado de Castilnovo
Condado de Castilnovo er en kommune i det centrale Spanien i provinsen Segovia. Den har et indbyggertal på 79 (2024) indbyggere.